# 2005年8月

## 8月31日
- 伊拉克首都巴格达在举行宗教仪式时，謠傳有自殺式襲擊发生，在底格里斯河上一條橋樑的民眾爭相走避而發生人踩人的慘劇，共造成965人被踩踏而死或者溺死、810人受伤。BBC中文网（页面存档备份，存于） 星洲日報（页面存档备份，存于）
- 強烈颱風泰利開始侵襲台灣。中央氣象局
- 世界最長壽人瑞、荷蘭女子席佩爾（Hendrikje van Andel-Schipper）在睡夢中辭世，享年115歲。星洲日報（页面存档备份，存于）
- 德国悬赏全力搜捕91岁臭名昭著的纳粹军医阿利伯特·赫伊姆。

## 8月30日
- 中国人民银行公告第五套人民币100元、50元、20元、10元、5元纸币和1角硬币於8月31日改版。中国人民银行正式公告（页面存档备份，存于）
- 香港行政長官曾蔭權宣佈，中央人民政府接納全體立法會議員在9月25日至26日訪問廣東省，並會協助無回鄉證的議員。雅虎香港
- 颶風卡特里娜在美国南部沿海地区造成巨大损失。BBC中文网（页面存档备份，存于）
- 日本各政党开始举行众议院竞选活动。BBC中文网（页面存档备份，存于）
- 2005年菲律賓登革熱病例數已超過15,000，菲律賓衛生部發布警訊。東森新聞網（页面存档备份，存于）
- 紐約原油價格電子盤衝上每桶70.80美元的新高。星洲日報財經新聞[]

## 8月29日
- 美国同意六方会谈延后举行。凤凰网
- 2005年美国网球公开赛在纽约开打。新华网
- 韩国一个由普通民众组成的親日歷史調查委員會公布一份“韩奸”名单。潇湘晨报
- 日本首相与其国内反对党进行电视辩论。BBC中文网（页面存档备份，存于）
- 欧盟专员表示将尽快解决中国纺织品积压问题。BBC中文网（页面存档备份，存于）
- 斯威士兰国王选妃引发争议。BBC中文网（页面存档备份，存于）
- 中国第21颗返回式科学与技术试验卫星按计划在太空运行27天后，安全着陆于四川中部某区域。
- 颶風卡特里娜侵襲美國路易斯安那州、密西西比州，紐奧良八成被浸在水裡，造成重大經濟損失。

## 8月28日
- 颶風卡特里娜可造成美國新奥尔良城市百万人流离失所 Yahoo
- 中国首次立法反对性骚扰。工人日报
- 超級巨無霸噴射機A380首度在德國漢堡公開亮相。聯合新聞網
- 福州市民56岁的郑振通和65岁高其光19时30分在福建省游泳跳水馆举行的静浮记录挑战赛中，同时创造了11小时个人水中直立静漂吉尼斯世界纪录。

## 8月26日
- 土库曼斯坦宣布计划放弃独联体正式成员资格。TOM[]
- 中國國家主席胡錦濤將於2005年9月會前往美國，加拿大和墨西哥訪問，在訪美期間，會與美國總統喬治布殊會面，並會在耶魯大學發表演說，以及到紐約出席聯合國成立六十周年首腦會議。李肇星指訪問美國對推動中美關係具重大意義。新城電台
- 香港荃灣梨木樹邨發生斬人案，一名七歲男童被兩名約20歲青年被斬傷，情況嚴重，香港警方初部懷疑其父母與人結怨，所以招致報復。雅虎香港
- 颇受争议的电视节目2005快乐中国超级女声年度总决选最后一场于晚8：30唱响。中安网

## 8月25日
- 青藏铁路标志性工程-拉萨火车站封顶。新华网（页面存档备份，存于）
- 俄罗斯印古什共和国首府纳兹兰发生两起强烈爆炸，该共和国总理易卜拉欣·马利萨戈夫在爆炸中受伤。中国日报[]
- 德国联邦宪法法院裁决提前举行大选不违反宪法。BBC中文网（页面存档备份，存于）
- 8月19日- 8月25日，“和平使命-2005”中俄联合军事演习。

## 8月24日
- 香港高等法院法官夏正民覆核裁定香港現行《刑事罪行條例》禁止21歲以下男同性戀肛交的規定違反香港基本法及人權法。目前政府尚未决定是否上诉。多維新聞網引述香港蘋果日報報導 （页面存档备份，存于）
- 第三十四届世界皮划艇锦标赛在克罗地亚首都萨格勒布举行。新华网（页面存档备份，存于）
- Google公司推出一款即时通讯工具Google Talk。

## 8月23日
- 秘鲁国营航空公司一架波音737-200飞机坠毁在普兰尔帕附近，机上有100人；至少41人遇难。这是本月第五起主要飞机事故。新浪网（页面存档备份，存于）新華網（页面存档备份，存于）
- 2012年伦敦奥运会协调委员会成立。新华网（页面存档备份，存于）
- 台湾高雄捷运爆發长达17小时的泰劳暴动事件。联合新闻网
- 中石油拟41.8亿美元收购哈萨克斯坦石油。FT中文网

## 8月21日
- 在伊斯坦布尔举行的F1土耳其大奖赛上，迈凯伦车队的芬兰车手莱科宁夺得冠军。新华网（页面存档备份，存于）
- 第二十三届世界大学生运动会在土耳其伊兹密尔隆重闭幕。新华网 Archive.today的存檔，存档日期2013-04-28

## 8月19日
- 马英九正式接任中国国民党主席。 新华网（页面存档备份，存于） 聯合新聞網 中時電子報[永久]

## 8月18日
- 印度尼西亚爪哇岛和巴厘岛发生大面积停电事故，首都雅加达也在停电区域内，共有近1亿人的生活受到影响。重庆晚报（页面存档备份，存于）

- UTC時間0時，代號為和平使命-2005的中俄联合军事演习在俄罗斯符拉迪沃斯托克（海参崴）和中国山东半岛及附近海域正式开始。 新華網（页面存档备份，存于）
- 教宗本篤十六世到达德国科隆参加世界青年日。这是他当选后首次主要的外访活动。BBC中文网（页面存档备份，存于）
- 苏格兰皇家银行宣布入股中国银行。BBC中文网（页面存档备份，存于）
- 凌晨4时，著名小品演员高秀敏心脏病突发，在长春市深圳街华侨村名人公寓1号楼去世，享年46岁。有人讲过劳是诱因，据何庆魁说可能是呕吐窒息。新华网（页面存档备份，存于）

## 8月17日
- 新加坡总统纳丹获得连任。经济日报
- 孟加拉国首都达卡以及全国64个县城中的58个县城相继发生系列炸弹爆炸事件，已造成至少1人死亡，130人受伤。新華網（页面存档备份，存于）

## 8月16日
- 蠕虫病毒rbot.cbq侵袭Windows 2000系统，美国、德国和亚洲国家很多电脑受到影响。中国日报 Archive.today的存檔，存档日期2013-04-28
- 正在国际空间站工作的俄罗斯宇航员谢尔盖·克里卡列夫打破了他的同胞谢尔盖·阿夫杰耶夫创造的747天14小时14分11秒的太空停留纪录，成为累计在太空停留时间最长的人。新华网（页面存档备份，存于）
- 第十五届中国新闻奖评选结果揭晓。工人日报
- 香港立法會議員梁國雄入稟高等法院，就行政長官頒布、授權政府部門進行秘密監察的行政命令提出司法覆核。梁氏稱長期被政府機關跟蹤和竊聽電話，指政府違反基本法。律政司長認為訴訟決定是「好事」。 明報新聞網
- 一架哥伦比亚的客机在委内瑞拉坠毁，152名法国乘客及8名机组人员全部罹难。新华网（页面存档备份，存于）
- 日本東北部早上發生黎克特制7.2級猛烈地震，暫時造成27受傷。沿岸有輕微海嘯。 明報新聞網

## 8月15日
- 印度尼西亚政府与亚齐分离主义组织“自由亚齐运动”在芬兰首都赫尔辛基正式签署和平协议后，国际社会纷纷对此表示支持和欢迎。国际在线（页面存档备份，存于）
- 第二次世界大戰結束60周年，亞太各國有各項活動紀念第二次世界大戰對日戰爭勝利紀念日。新華網（页面存档备份，存于） BBC中文網（页面存档备份，存于）
- 以色列關閉加沙古什卡提夫猶太殖民區，正式開始撤出加薩走廊，結束了38年對加沙的佔領。Yahoo! 新聞BBC中文网（页面存档备份，存于）
- 巴基斯坦反對武力解決伊朗核危機。 新華網 Archive.today的存檔，存档日期2013-04-28
- 印度通過新政策嚴厲對付劫機事件。 BBC中文網（页面存档备份，存于）
- 伊拉克提交新憲法最後期限已到，三大分歧阻礙伊拉克新憲法出臺。國際在綫

## 8月14日
- 深圳當局緊密回收大批來自河南的豬肉。明報新聞網
- 一架從塞浦路斯拉納卡飛往希臘首都雅典的太阳神航空522号班机（波音737機型）懷疑因空調設備故障而導致機師昏迷，在無人駕駛下於雅典東北撞山，121人死亡。BBC中文网（页面存档备份，存于） 明報
- 終戰60年／日本經濟產業大臣參拜靖國神社。 東森新聞報（页面存档备份，存于）
- 日本前首相橋本龍太郎今參拜靖國神社。多維新聞網 （页面存档备份，存于）
- 義大利發現兩千年前愛琴島戰役沉沒的戰船。 中廣新聞網[]
- 美國與中國將會就紡織品貿易再次舉行談判。 多維新聞網 （页面存档备份，存于）

## 8月13日
- 前紐西蘭總理戴維·朗伊（1984年至1989年在位）離世。 （NZ National Business Review）
- 德國總理施羅德警告美國不要向伊朗採取軍事行動。 （BBC）（页面存档备份，存于）
- 新加坡總統納丹在四位候選人中成為唯一的合資格參選者，成功連任。（Bernama）（页面存档备份，存于）

## 8月12日
- 斯里兰卡外交部长拉克什曼·卡迪加马在首都科伦坡遭枪击身亡。大公網訊
- 印尼山火濃霧鎖馬來西亞，災情嚴重，馬來西亞總理呼籲國民祈禱。 大公網訊
- 駐伊拉克的美軍聲稱炸彈襲擊事件增1倍。 大公報
- 俄羅斯新西伯利亞一名女記者懷疑因為前往禽流感疫區採訪時未有採取有效防護措施而感染病毒。明報新聞網
- 伊斯芭那娃第18度打破女子撐竿跳世界紀錄，並突破5米關口，成功跳越5.01米。

## 8月11日
- 阿里巴巴收购雅虎中国，获雅虎10亿美元投资。新华网（页面存档备份，存于）國際在線[永久]
- 中國銀行香港原總裁劉金寶因貪污判死緩。 大公網訊
- 香港教育統籌局關注成績出錯事件。 大公網訊
- 巴基斯坦首射巡航導彈。 大公網訊
- 日本被指歪曲二戰史實，再有23間學校採用爭議課本。 星洲日報（页面存档备份，存于）
- 俄羅斯紀念“庫爾斯克”號核潛艇失事5週年。 新華網
- 六方會議出現裂痕，不滿美國雙重標準，南韓支持北韓和平用核能。 東森新聞報（页面存档备份，存于）

## 8月10日
- 猪链球菌2型灭活疫苗在四川正式投入使用。中国江苏网[]
- 南韓总统盧武鉉要求南韓的會談代表團在休會期間積極協調，尽快消除有關分歧。新华网（页面存档备份，存于）
- 中国人民银行上海总部正式成立。新华网（页面存档备份，存于）

## 8月9日
- 嘉木样·洛桑久美·图丹却吉尼玛活佛在甘肃省夏河县拉卜楞寺大经堂灵塔殿主持宗教仪式，按照拉卜楞寺的传统习惯，用银盆选丸的方式，从三名候选灵童中正式认定了第六世贡唐仓·丹贝旺旭活佛的转世灵童。新华网
- 美国发现号太空梭安全返回地球，STS-114任務完成。BBC中文网（页面存档备份，存于）
- 巴西福塔莱萨发生最大宗银行抢案。BBC中文网（页面存档备份，存于）
- 日本長崎舉行原子彈爆炸60週年紀念儀式。
- 程及画展在中国美术馆开幕。

## 8月8日
- 日本參議院否決日本郵政民營化法案，首相小泉純一郎解散眾議院。眾議院改選將於9月11日投票。路透社[]BBC中文网（页面存档备份，存于）

## 8月7日
- 从8月4日起被困水下的俄罗斯小型潜水艇已经被解救，浮上水面。潜艇上的七名俄国海军都安全无恙。BBC中文网（页面存档备份，存于）
- 第四轮朝核问题六方会谈将休会三周左右，下一阶段的会谈于8月29日开始的那一周恢复。六方并未达成共同文件，只是在会后发布了一份第一阶段会议主席声明。BBC中文网（页面存档备份，存于）
- 广东梅州兴宁一煤矿发生特大透水事故，123人被困井下，已打捞出一具遗体。TOMSINA（页面存档备份，存于）

## 8月6日
- 台风馬莎于3时40分在浙江玉环县干江镇登陆。下午5时在浙江省诸暨市境内减弱为强热带风暴，其中心附近最大风力有11级（30米／秒）。
- 一架突尼斯客机在西西里海坠海，机上共有4名机组人员和34名乘客，乘客全部为意大利人。目前确认机上人员已有13人死亡，23人获救，其中9人伤势严重。另有2人仍然下落不明。新浪網（页面存档备份，存于）
- 日本廣島舉行原子彈爆炸60週年紀念儀式。

## 8月5日
- 新华社称香港人程翔因涉嫌间谍罪被大陆逮捕，这是香港主權移交来首宗类似案件。明報新聞網
- 中度颱風馬莎籠罩台灣北部、東北部陸地，並且向中國東南沿海前進。BBC中文網（页面存档备份，存于）
- 日本郵政民營化法案送抵參議院，將於8月8日進行審查。番薯藤新聞（页面存档备份，存于）
- 日本參議院通過台灣觀光客免簽證特別條例法案，將自愛知萬國博覽會結束後次日（9月26日）起正式生效。

## 8月4日
- 俄太平洋舰队一艘载有7名海员的小型军用潜艇在俄堪察加半岛东海岸海域水下被不明物体钩住，在约190米深的水下，无法浮出水面。新华网（页面存档备份，存于）BBC中文網（页面存档备份，存于）

## 8月3日
- 中国海洋石油总公司放棄收購优尼科（Unocal）。BBC中文網（页面存档备份，存于）
- 毛里塔尼亚发动政变的军人宣布成立“民主与公正军事委员会”，取代已执政21年的塔亚政权。新华社BBC中文網（页面存档备份，存于）
- 马哈茂德·艾哈迈迪内贾德正式就任伊朗1979年伊斯兰革命后第六任总统。北京娱乐信报（页面存档备份，存于）BBC中文網（页面存档备份，存于）
- 日本眾議院通過「戰後六十年決議文」，內容肯定聯合國的功能，強調日本作為世界唯一原子彈受害國，今後要為全面根絕核武器而努力。此决议对日本在二战期间的侵略行为含糊其辞。中國外交部批評為「開歷史倒車」。每日新聞[] 美联社（页面存档备份，存于）BBC中文網（页面存档备份，存于）
- 法國航空358號班機发生风切变，降落多倫多時墜機，所幸無人死亡。東森新聞報（页面存档备份，存于） BBC中文網（页面存档备份，存于）

## 8月2日
- 日本眾議院通過「台灣觀光客免簽証特例法案」，提供台灣觀光客常態性的永久免簽待遇；中華民國總統陳水扁對此表示謝意。東森新聞報（页面存档备份，存于）
- 非洲聯盟（AU）決定於8月4日於衣索匹亞首都阿迪斯阿貝巴召開特別領袖會議，討論有關聯合國安理會的擴大常任理事國問題；此一會議被視為安理會擴大的關鍵會議。讀賣新聞[]
- 8月2日：中国第21颗返回式科学与技术试验卫星发射升空。

## 8月1日
- 沙特阿拉伯国王法赫德·本·阿卜杜勒-阿齐兹因病逝世，其弟阿卜杜拉·本·阿卜杜勒-阿齐兹亲王继承王位。
- 香港地鐵迪士尼綫通車